# NGC 1578
NGC 1578 est une vaste galaxie spirale située dans la constellation de la Dorade. NGC 1578 a été découverte par l'astronome britannique John Herschel en 1834.

## Caractéristiques
Sa vitesse par rapport au fond diffus cosmologique est de 6 166 ± 26 km/s, ce qui correspond à une distance de Hubble de 90,9 ± 6,4 Mpc (∼296 millions d'al).
La classe de luminosité de NGC 1578 est I.

## Supernova
Deux supernovas ont été découvertes dans NGC 1578 : SN 2013fz et SN 2014cd.

### SN 2013fz
Cette supernova a été découverte le 2 novembre 2013 par l'astronome amateur Stu Parker. Cette supernova était de type Ia.

### SN 2014cd
Cette supernova a été aussi été découverte par Stu Parker le 9 aout 2014. Cette supernova était de type Ia.